# Bryan Robson
Bryan Robson OBE (Chester-le-Street, 11 januari 1957) is een voormalig Engelse voetballer, die speelde als middenvelder. Van 2009 tot begin 2011 was hij werkzaam als bondscoach van het Thais voetbalelftal.

## Clubcarrière
Robson begon zijn professionele carrière in 1974 bij West Bromwich Albion FC. In 1981 vertrok Robson naar Manchester United. Met deze club behaalde hij grote successen. Zo werd hij met deze club twee keer landskampioen en won hij de Europacup II en de Europese Super Cup.
Vanaf 1994 speelde Robson twee seizoenen voor Middlesbrough FC. Hij was toen tevens trainer van die club. In het eerste jaar werd hij met Middlesbrough kampioen in de Football League First Division. Robson bleef na zijn actieve carrière als speler nog vijf jaar verbonden als trainer van Middlesbrough.

## Interlandcarrière
Robson speelde negentig officiële interlands voor Engeland. Hij droeg lange tijd de aanvoerdersband en scoorde zesentwintig keer voor zijn vaderland, waaronder tweemaal in Engelands openingswedstrijd bij het WK voetbal 1982 tegen Frankrijk. Ook scoorde hij de 1-1 in de door Nederland met 1-3 gewonnen poulewedstrijd bij de EK-eindronde 1988.

## Trainerscarrière
Na vijf jaar trainer te zijn geweest van Middlesbrough werd Robson in 2003 trainer van Bradford City AFC. Vervolgens werkte hij voor West Bromwich Albion FC en Sheffield United FC. Van september 2009 tot juni 2011 was Robson bondscoach van Thailand. Hij had de ploeg uit Zuidoost-Azië in totaal achttien duels onder zijn hoede: zeven overwinningen, vier gelijke spelen en zeven nederlagen. Robson werd opgevolgd door de Duitser Winfried Schäfer.

## Erelijst

### Manchester United
- Premier League (2): 1992–93, 1993–94
- FA Cup (3): 1983, 1985, 1990
- Football League Cup (1): 1992
- FA Charity Shield (3): 1983, 1990, 1993
- Europacup II (1): 1991
- UEFA Super Cup (1): 1991

### Middlesbrough (tevens trainer)
- Football League First Division (1): 1995